# Kaunos
Kaunos (Karisch: Kbid; Lycisch: Khbide; Oudgrieks: Καῦνος; Latijn: Caunus) was een stad op de grens van de rijken Karië en Lycië, een paar km ten westen van het hedendaagse Dalyan in de Turkse provincie Muğla.
De rivier de Calbys (nu: Dalyan-rivier) vormde de grens tussen Karië en Lycië. Aanvankelijk was Kaunos een aparte stadstaat; later maakte het deel uit van Karië en nog later van Lycië. Kaunos was een belangrijke zeehaven, waarvan de geschiedenis vermoedelijk teruggaat tot de 10e eeuw voor Christus. Door de vorming van het İztuzu-strand en de verzanding van de vroegere Golf van Dalyan (vanaf 200 v.Chr.) ligt Kaunos nu echter zo'n 8 km van de kust verwijderd. De stad had twee havens, de zuidelijke haven ten zuidoosten van de kleine burcht en de binnenhaven in het noordwesten ervan, wat thans de Sülüklü Göl ("meer met bloedzuigers") is. De zuidelijke haven was vanaf de stichting van de stad tot grofweg het einde van het Hellenistische tijdvak in gebruik, waarna deze ontoegankelijk werd door uitdroging. De binnen- of handelshaven was af te sluiten met kettingen. Deze haven is tot in de nadagen van Kaunos in gebruik gebleven, maar door de verzanding van de delta en de havens had Kaunos zijn belangrijke functie als handelshaven toen al lang verloren. Na de inname van Karië door Turkse stammen en een ernstige malaria-epidemie in de 15e eeuw werd Kaunos geheel verlaten.

## Mythologie
Volgens de mythologie werd Kaunos gesticht door de god-koning Kaunos, zoon van de Karische koning Miletos en kleinzoon van Apollo. Kaunos had een tweelingzus die Byblis heette en die een ongezonde liefde voor hem opvatte. Toen ze haar broer in een brief haar liefde verklaarde, besloot hij met een aantal volgelingen te vluchten en zich elders te vestigen. Zijn tweelingzus werd gek van verdriet, ging naar hem op zoek en deed een poging tot zelfmoord. De rivier de Calbys zou volgens de overlevering ontstaan zijn uit haar tranen.

## Geschiedenis

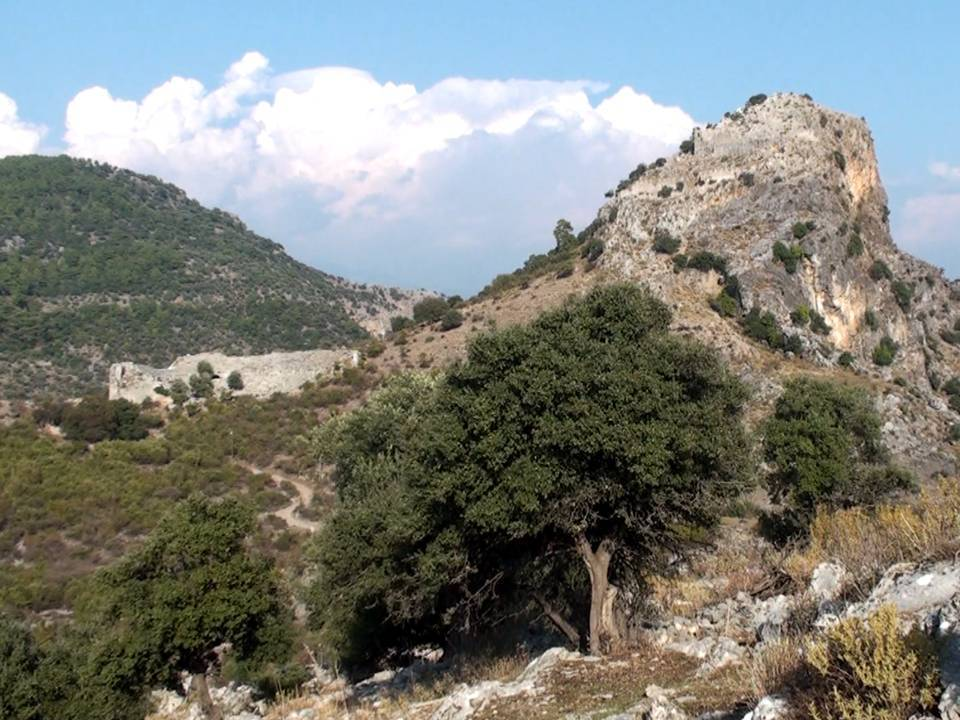
Akropolis en theater gezien vanaf de kleine burcht, Heraklion

De oudste vondst op de opgraving van Kaunos is de hals van een Protogeometrische amfora uit de 8e eeuw voor Christus, of zelfs eerder. Een standbeeld gevonden bij de westelijke poort van de stadsmuren, stukjes (geïmporteerd) Attisch keramiek en de oude Z – ZO georiënteerde stadsmuur wijzen op bewoning in de 6e eeuw voor Christus. Geen van de architectonische vondsten op Kaunos zelf dateert echter van vóór de 4e eeuw voor Christus.

### Eerste Perzische overheersing
Kaunos wordt voor het eerst vermeld door Herodotos in zijn boek Historiën. Hij vertelt dat de Perzische generaal Harpagos tijdens de Perzische invasie van 546 v.Chr. optrekt tegen de Lyciërs, de Kariërs en de Kauniërs. Over deze laatsten vertelt Herodotos dat zij krachtig weerstand boden tegen Harpagos, maar uiteindelijk door hem verslagen werden. Over de herkomst van de Kauniërs vertelt Herodotos dat ze volgens hun eigen zeggen oorspronkelijk uit Kreta kwamen. Hijzelf vermoedde - op basis van de verwantschap tussen zijn eigen Karische taal en die van de Kauniërs - dat zij de oorspronkelijke bewoners van de streek waren. Hij voegde eraan toe dat de gewoonten van de Kauniërs wel afweken van die van hun buurvolkeren, de Kariërs en Lyciërs, met name in hun sociale drinkgedrag. Het was traditie dat de dorpelingen elkaar troffen onder het genot van een glas wijn.

### Hellenistische invloed
Nadat Xerxes I in de Tweede Perzische Oorlog verslagen werd en de Perzen zich langzaam terugtrokken van de kust van westelijk Anatolië, sloot Kaunos zich aan bij de Delische Bond. Aanvankelijk betaalde Kaunos hiervoor slechts een belastingbijdrage van 1 talent, een bedrag dat in 425 v.Chr. vertienvoudigd werd. Dit wijst erop dat de stad in die periode inmiddels was uitgegroeid tot een welvarende havenstad, iets wat mogelijk te danken was aan uitbreiding van de landbouwgronden en de vraag naar de exportartikelen van Kaunos (zout, gepekelde vis, slaven, dennenhars, pek, gedroogde vijgen). Gedurende de 5e en 4e eeuw voor Christus begon Kaunos -onder invloed van de Helleense cultuur - naast de oorspronkelijke naam Kbid, de naam Kaunos te gebruiken. De mythe rondom het ontstaan van de stad dateert vermoedelijk uit deze tijd.

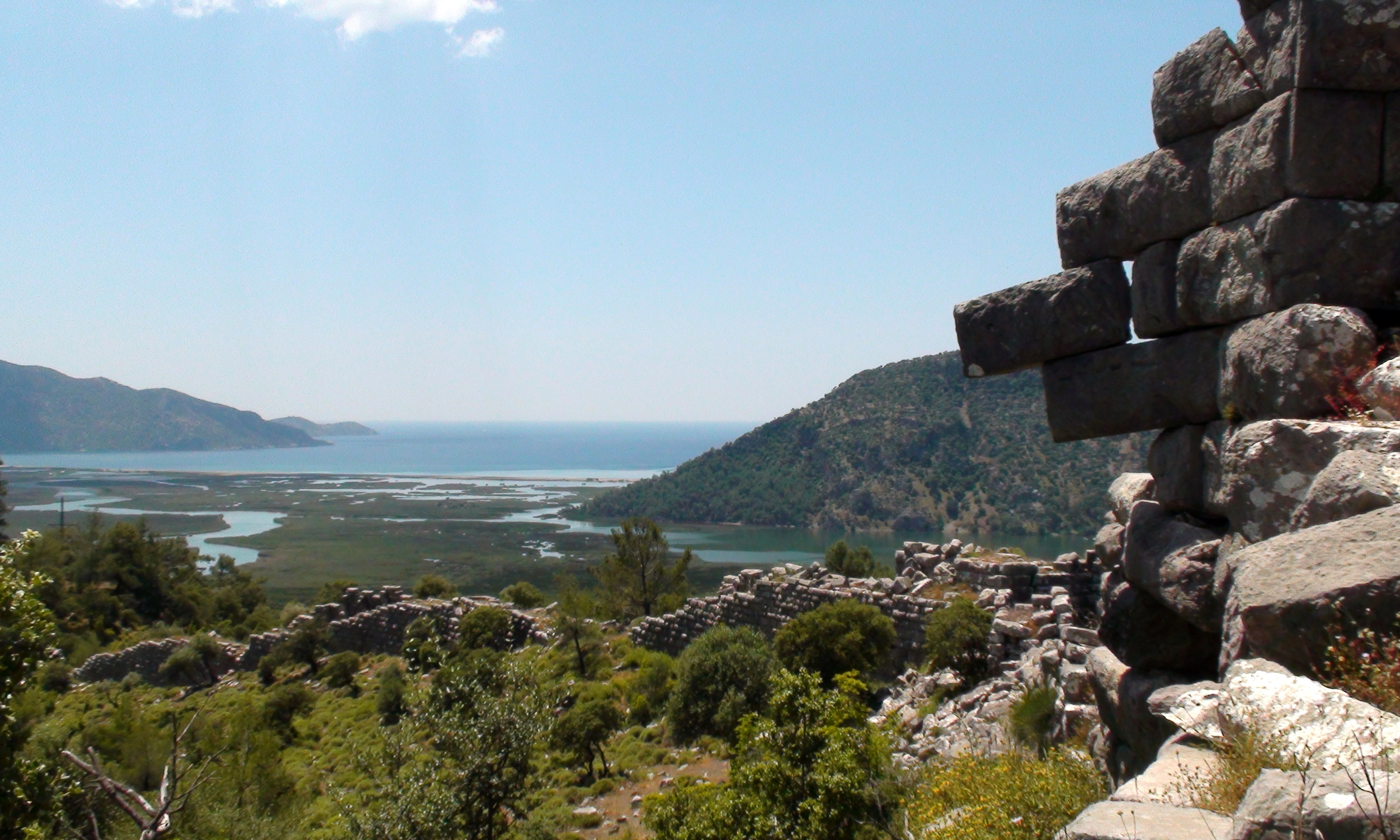
Stadsmuur van Kaunos met zicht op het İztuzu-strand

### Tweede Perzische overheersing
Na de Koningsvrede van Antalcidas in 387 v.Chr. kwam Kaunos wederom onder Perzische heerschappij te staan. Tijdens de periode dat Kaunos geannexeerd werd en door de Perzische overheersers aan de provincie Karië werd toegevoegd, werd de stad ingrijpend veranderd. Dit gebeurde met name tijdens de heerschappij van de satraap Mausolos (377-353 v.Chr.). De stad werd vergroot, kreeg een terrasstructuur en werd over een grote oppervlakte ommuurd. De stad kreeg steeds meer een Grieks karakter, met een agora en tempels gewijd aan Griekse goden.
De campagne van Alexander de Grote in 334 v.Chr. en de val van het Perzische Rijk vergrootte de invloed van het Hellenistische Rijk. Na de dood van Alexander ontstond er grote rivaliteit tussen de verschillende stadstaten, iets wat voor Kaunos als strategisch gelegen haven resulteerde in invasies en opeenvolgende wisselingen van de macht.

### Romeinse overheersing
Door de onderlinge verdeeldheid tussen de Hellenistische koninkrijkjes kon het Romeinse Rijk zijn invloed in het gebied uitbreiden en een groot aantal Hellenistische koninkrijkjes annexeren. In 189 v.Chr. droeg de Romeinse senaat het bestuur van Karië en Lycië over aan Rodos. In 167 v.Chr. leidde dit tot een opstand van Kaunos en een aantal andere steden in West-Anatolië tegen Rodos, waarop Rodos het bestuur werd ontnomen. In 129 v.Chr. vestigden de Romeinen de provincie Asia, die een groot deel van West-Anatolië besloeg. Kaunos lag aan de grens van deze provincie en werd toegewezen aan Lycië.

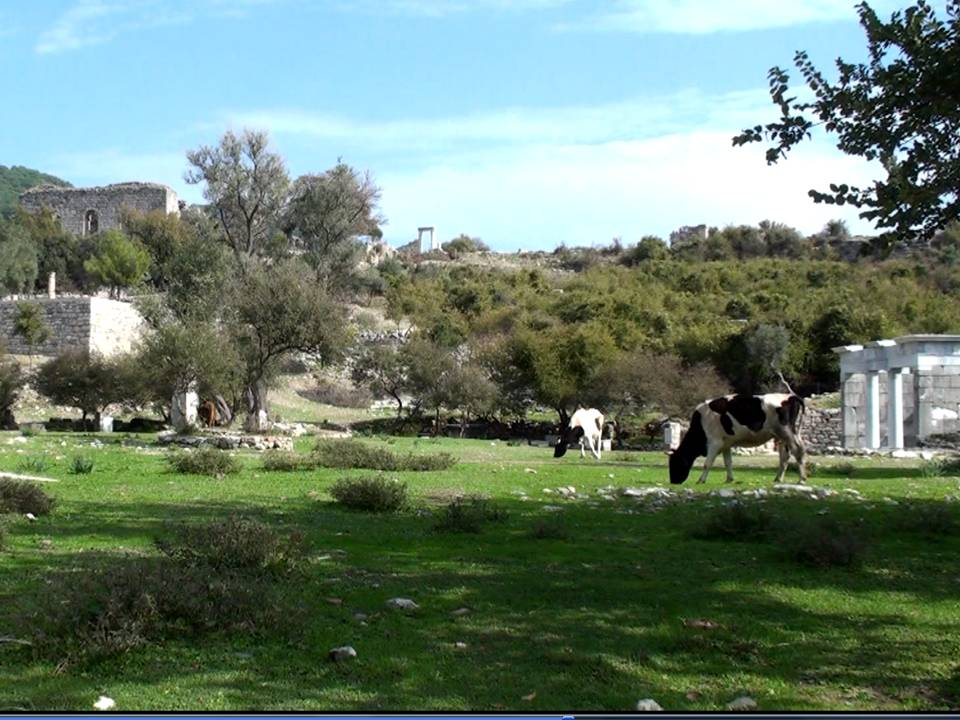
Zicht op opgraving vanaf Sülüklü Göl

In 88 v.Chr. viel Mithridates de provincie binnen in een poging de Romeinse expansiedrift te beteugelen. De Kauniërs sloten zich bij hem aan en moordden alle Romeinse inwoners van hun stad uit, een actie die na de vrede in 85 v.Chr. door de Romeinen bestraft werd met een overdracht van de directe heerschappij over Kaunos aan Rodos. Tijdens de Romeinse overheersing was Kaunos een welvarende zeehaven. Het amfitheater van de stad werd vergroot en er werden een badhuis en een palaestra aangelegd. De bron bij de agora werd vernieuwd en er verschenen nieuwe tempels. Toen het Romeinse rijk het christendom als godsdienst aannam, verschenen er in Kaunos kerken en werd de naam gewijzigd in Caunos-Hegia.

### Teloorgang van Kaunos
Vanaf 625 na Chr. kreeg Kaunos te kampen met aanvallen door moslim Arabieren en piraten. In de 13e eeuw kwam daar de Turkse invasie bij. Daarom werd het oude kasteel op de akropolis versterkt met verdedigingsmuren, die de akropolis van Kaunos het aanzicht van een middeleeuwse stad verlenen. In de 14e eeuw hadden de Turkse stammen het gebied ten noorden van Karië geheel onder de voet gelopen en stortte de zeehandel dramatisch in. Dit resulteerde in een eerste ontvolking van Kaunos. In de 15e eeuw namen de Turkse stammen heel het gebied ten noorden van Karië in en werd Kaunos getroffen door een malaria-epidemie. De stad werd daarop geheel verlaten. Bij een aardbeving werd de oude stad zwaar beschadigd en overdekt met zand. Er ontstond een dichte vegetatie die Kaunos aan het zicht onttrok. De stad raakte zo in de vergetelheid totdat de Engelse archeoloog Hoskyn een wetstablet vond dat melding maakte van de Raad van Kaunos, de bewoners van deze stad en hun voorouders.
Hij bezocht de ruïnes in 1842 en haalde Kaunos uit de vergetelheid. In 1966 initieerde prof. Baki Öğün de archeologische opgravingen van Kaunos. Deze worden tot op heden voortgezet, inmiddels onder leiding van prof. Cengiz Işık, niet alleen op Kaunos zelf maar ook op de bodem van het Meer van Köyceğiz.

## Bezienswaardigheden

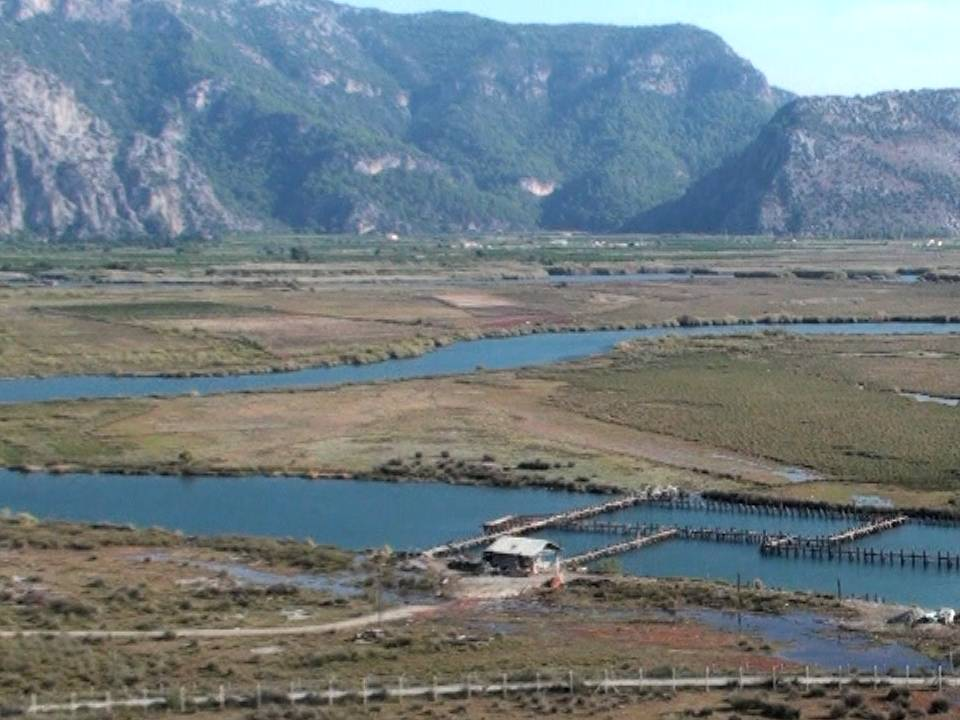
De dalyan aan de voet van het Heraklion van Kaunos

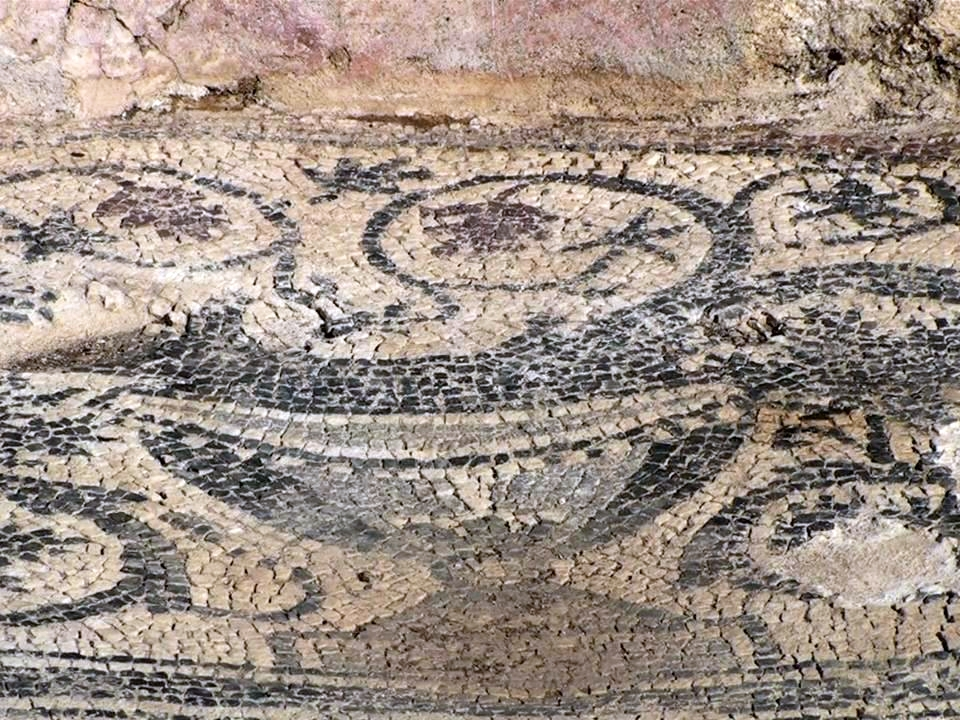
Mozaïek bij de Byzantijnse Koepelbasiliek

Kaunos is een opgraving die zowel interessant is vanwege haar archeologische als landschappelijke waarde. Gelegen in Natuurbeschermingsgebied Köyceğiz-Dalyan, biedt het mooie panorama's en is het rijk aan dierenleven. De belangrijkste archeologische bezienswaardigheden zijn:
- De Akropolis (Persikon), gelegen op een 152 meter hoge steile rots, omgeven met Byzantijnse vestingmuren. Grenzend aan de akropolis ligt een kleine fortificatie, het Heraklion. In de Oudheid tot aan de 5e eeuw v.Chr. reikte deze 50 meter hoge kaap tot in zee en lagen er twee havens ten zuiden en noorden ervan. Vanaf de akropolis is er een mooi uitzicht over de oude stad, Dalyan, de Dalyan-rivier, de delta en het İztuzu-strand. Vanaf de kleine burcht is er zicht op een traditionele viskwekerij (dalyan), die dicht bij de voormalige zuidelijke haven gesitueerd moet zijn.

- Het amfitheater tegen de helling van de akropolis met zowel Hellenistische als Romeinse kenmerken. Het klassieke theater heeft een diameter van 75 meter en is gebouwd onder een helling van 27 graden. Het had een capaciteit van 5000 bezoekers en is in redelijk goede staat. Het wordt nog af en toe gebruikt voor voorstellingen.

- De palaestra met een Romeins badhuis, een windmeetplatform en een Byzantijnse Koepelbasiliek. Onderzoek door het archeologisch team heeft uitgewezen dat de palaestra gebouwd is op een deel van de oude stad. Vermoedelijk was er ook een heilige plaats. Het Romeins badhuis had de functie van sociaal ontmoetingscentrum en moest -door zijn monumentale afmetingen- de Kauniërs doordringen van de macht van het Romeinse Rijk. In de Byzantijnse tijd werden de baden ontmanteld en kreeg het frigidarium enige tijd de bestemming van kerk. Het windmeetplatform dat dateert uit 150 v.Chr. werd gebruikt bij stadsplanning. Volgens de archeologen Öğün en Işık bestond het uit een cirkelvormig gebouw met een basisdiameter van 15,80 m en een bovendiameter van 13,70 m. Het gebouw is echter ingestort, vermoedelijk door een aardbeving. De precieze meetmethode is daardoor niet duidelijk. Wat wel bekend is uit het werk De architectura van de beroemde Romeinse architect Vitruvius is dat windmeetplatformen gebruikt werden om de lanen en straten te richten op de overheersende windrichting, zodat men de lucht in de stad zuiver kon houden. De Byzantijnse Koepelbasiliek midden op het palaestra-terras dateert uit de 5e eeuw. Het is opgetrokken uit bouwmaterialen van eerdere bouwwerken op een fundering van een gebouw uit de 4e eeuw, waarschijnlijk eveneens een gewijde plaats. Men vermoedt dat het interieur gepleisterd was en versierd met fresco's. De Koepelbasiliek is het enige resterende gebouw uit de Byzantijnse tijd in Kaunos dat nog overeind staat. Naast de basiliek zijn mozaïeken blootgelegd.

- De havenagora, de stoa en het Nympheon. De havenagora bevindt zich op het vlakke stuk voor het Sülüklü meer. Hij dateert uit 4e eeuw v.Chr. en bleef zijn functie als centrum van het economische, politieke en sociale leven vervullen tot het einde van het Romeinse tijdvak. De resten van sokkels wijzen erop dat er veel (bronzen) beelden van invloedrijke Romeinen gestaan moeten hebben, maar daarvan is niets teruggevonden. Waarschijnlijk zijn deze omgesmolten in de Byzantijnse tijd, want er is een smeltoven uit dat tijdvak ontdekt vlak bij de sokkel van een bronzen ruiterstandbeeld van de Romeinse gouverneur van de provincie Asia, Lucius Licinius Murena. De stoa aan de noordzijde van de agora bood met haar overdekte zuilengalerij bescherming tegen zon en regen aan kooplui en burgers. De basis voor de stoa werd gelegd in de vroeg Hellenistische periode (3e eeuw v.Chr.), maar een deel stamt uit de vroeg Romeinse periode. Ook het Nympheon dateert uit de Hellenistische periode, maar het bronbekken werd tijdens de Romeinse periode verbreed. Er werden spuitgaten op de hoeken aangebracht, zodat de burgers hun kruiken niet meer in de bron zelf hoefden te dompelen. Het nympheon werd gebruikt voor de watervoorziening van de stad en bood tevens verkoeling. Inscripties uit de tijd van Keizer Hadrianus duiden op een versoepeling van de tolregeling voor kooplui en booteigenaren in verband met de geleidelijk verzandende haven.

- Tempels. Bij de opgravingen zijn zes tempels blootgelegd, twee uit de Hellenistische periode en vier uit de Romeinse tijd, waarvan de terrastempel uit de 3e eeuw v.Chr. met een in een cirkel geplaatste kolomstructuur er tegenover waarschijnlijk het meest tot de verbeelding spreekt. Binnen de cirkel is een obelisk aangetroffen, die ook afgebeeld staat op oude munten uit Kaunos en die het symbool was van de god-koning Kaunos die volgens de overlevering de stichter was van de gelijknamige stadstaat.

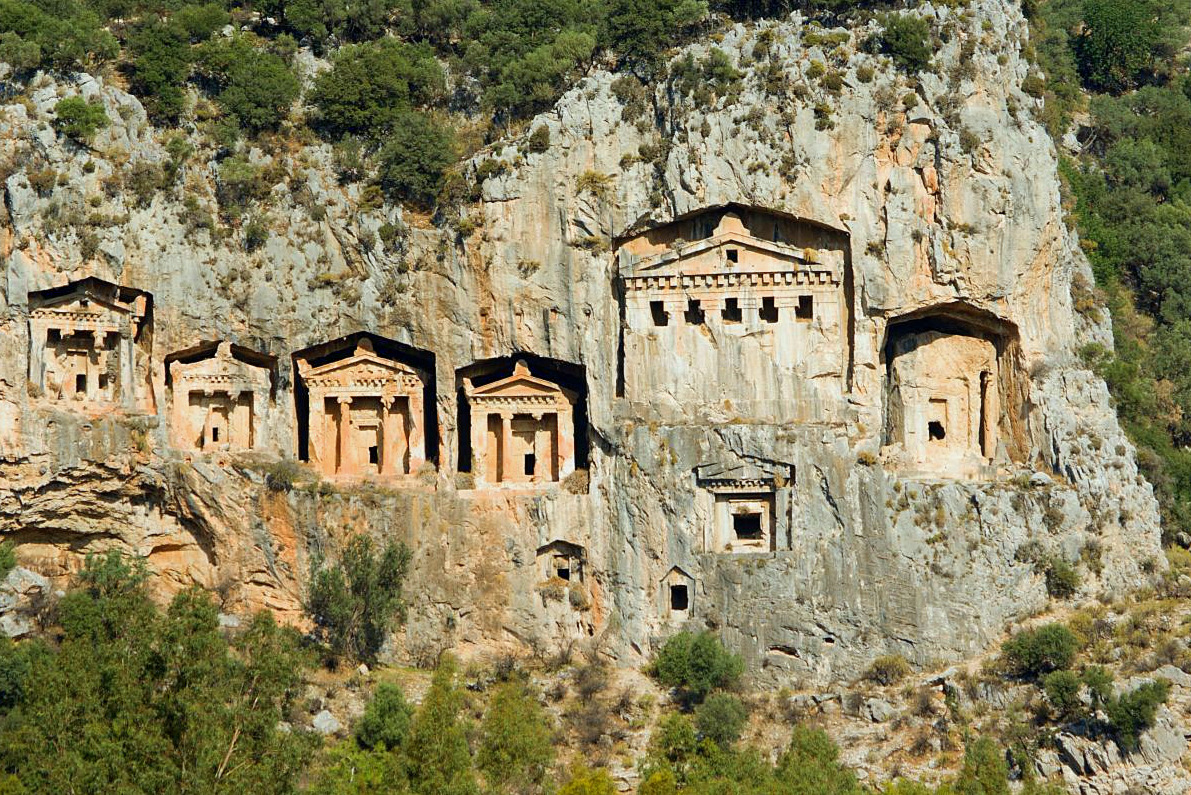
Kaunische rotsgraven in Hellenistische stijl aan de Dalyan-rivier, de oude grens tussen Karië en Lycië

Buiten het officiële Kaunos opgravingsterrein, bevinden zich:
- Zes rotsgraven aan de Dalyan-rivier uit de 4e - 2e eeuw v.Chr., waarschijnlijk de meest gefotografeerde bezienswaardigheid van Dalyan. De façades van de rotsgraven doen denken aan het vooraanzicht van Hellenistische tempels met twee Ionische zuilen, een driehoekige fronton, een architraaf met getande friezen, en akroterions in de vorm van palmbladen.

- Stadsmuren van Kaunos. De spectaculair ogende stadsmuren van Kaunos werden gebouwd tijdens de heerschappij van Mausolos in de 4e eeuw voor Christus. De stadsmuren zijn buitenproportioneel in verhouding tot Kaunos en zijn bevolking, naar men aanneemt omdat Mausolos grootse plannen had voor de ontwikkeling van Kaunos als marine- en handelshaven. De stadsmuren beginnen ten westen van de binnenhaven en lopen over de heuvelruggen ten noordwesten en noorden van Kaunos, tot boven op de steile rotsen tegenover het stadje Dalyan. Er loopt een wandeling langs de muur vanaf het waterpomphuisje bij Çandır. De regelmatig gevormde rechthoekige steenblokken en de gebruikte stapeltechniek geven een duidelijk beeld van de bouwtechniek in de Hellenistische periode. Delen van de muur zijn puntgaaf bewaard gebleven, andere delen zijn duidelijk na beschadiging afgebroken en herbouwd.

- Nisgraven aan het haventje van Çandır. Kaunos wordt omringd door een groot aantal begraafplaatsen uit de Oudheid, aangezien de Grieken en Romeinen hun doden altijd buiten hun directe woongebied begroeven. De nisgraven in de vorm van een rechthoekig duivengat waren het meest algemeen. De as van de dode werd in een urn gedaan en in een nisgraf bijgezet. In het haventje van Çandır, vanuit Dalyan een paar km voorbij de opgraving van Kaunos, vindt men tientallen nisgraven en tevens een wat groter rotsgraf, uitgehouwen in de wand van Kızıltepe (lett. de rode heuvel).